# Need for Speed: Undercover
Need for Speed: Undercover é um jogo eletrônico de corrida da franquia Need for Speed, lançado em novembro de 2008 pela Electronic Arts.
De acordo com John Riccitiello, chefe da Electronic Arts, o desenvolvimento do jogo levou bastante tempo, admitindo mais uma vez que não ficou totalmente satisfeito com o resultado final de ProStreet. Ele também disse que devido as muitas vendas de NFS Prostreet, a franquia iria voltar a suas origens com novos conteúdos, incluindo corrida de mundo aberto e o novo modo "batalha de rodovia". Só se sabe que este é o primeiro jogo 4D do mundo na opção "FourDy Race", onde o jogador entra em uma sala escura e com os equipamentos necessários se interage diretamente com o jogo, tornando-o mais real.
O jogo marca também a volta do speedbreaker e da polícia, inclusive tendo papel crucial no jogo, exatamente como foi em Need for Speed: Most Wanted. A polícia tem auxílio de helicópteros e carros durante as perseguições.

## O Jogo
Fugir da polícia é uma das atividades preferidas de muitos jogadores. Apenas a renomada série Grand Theft Auto pôde satisfazer com louvor esse desejo dos gamers desde o lançamento de Need for Speed Carbon, o renomado título da Electronic Arts. Ainda assim, as últimas gerações de games de corrida deixaram a desejar nesse quesito.
Foi então que Undercover finalmente fora anunciado e desde então está sendo cobiçado por milhares de pessoas. O jogo desenvolvido pela EA Black Box será praticamente uma mistura entre técnicas "Hollywoodianas" de direção e um amplo mundo aberto. Escapar dos agentes da lei em eventos fantásticos com novas habilidades, será considerada uma verdadeira adrenalina para o jogador. Neste jogo, o protagonista será um policial fortemente infiltrado no mundo das corridas ilegais e no mundo do crime.
O mundo de Undercover é retratado com base em Tri-City Bay, uma área recheada com rodovias flutuantes, estradas de terra e cenários industriais. As emocionantes corridas são geralmente feitas durante o pôr-do-sol, sendo que tudo será coberto por maravilhosas luzes douradas.
Um dos pontos fortes do jogo é a diversidade. Experimentando os vários eventos novos, os gamers terão a oportunidade de pisarem fundo com um Carerra GT, por exemplo, em ambientes diversificados. Escolas, campos de futebol americano, túneis… Tudo poderá ser encarado como pista de corrida. De acordo com os desenvolvedores do game, o carro mais rápido conseguirá circular o mundo em oito minutos cronometrados constantemente na maior velocidade possível.
Desta vez, a EA Black Box decidiu revelar mais informações sobre o Heroic Driving Engine, um sistema que promete modificar boa parte das famosas corridas de Need for Speed. Com essa tecnologia, os gamers serão capazes de ficar gradativamente mais ágeis no volante.
As inovações da HDE serão exibidas, por exemplo, através da remoção da relação tradicional entre a câmera e a direção do carro controlado. Os gamers terão a possibilidade de brincar com os freios e visualizar o carro fazendo um giro de 180 graus sem que a câmera se mexa.
Certas vezes, manobrar rapidamente o carro em marcha ré será uma das atividades que trará pontos de experiência, semelhante a um RPG. Caso o jogador tenha pleno sucesso nesses movimentos arriscados, pontos serão recebidos para que as habilidades de direção sejam atualizadas.
É claro que o HDE traria um extremo desequilíbrio à jogabilidade de Undercover caso não houvesse um contraponto. A polícia (com inteligência artificial vastamente melhorada, diga-se de passagem) causará o caos nas ruas de Tri-City Bay e aparecerá em momentos mais oportunos, como ocasiões em que gamers lunáticos joguem outros pilotos para fora das pistas a 150 quilômetros por hora.
Em outntos, como o Driver Job, os jogadores terão que surrupiar os próprios veículos policiais e levá-los a locais específicos para a venda dos bólidos. Manter a maior distância possível, como de praxe, será essencial para despistar os perseguidores, bem como entrar em túneis e embaixo de pontes para se esconder dos helicópteros.

### Modos de jogo
- Circuit (Circuito)

Neste modo, o jogador enfrenta outros adversários em uma corrida como todas as outras em um circuito fechado e através de um determinado número de voltas.
- Sprint

É também uma corrida contra os adversários, a única diferença é justamente o fato de não ser em circuito fechado e sim largando em um determinado ponto da cidade e chegando em outro.
- Highway Battle (Batalha de Rodovia)

O jogador desafia um oponente para enfrentá-lo em uma via expressa com trânsito pesado e muitas viaturas policiais.
- Cops and Robbers (Polícia e Ladrão)

"Cops and Robbers" é um modo online apenas para as versões do PS3, Xbox 360 e PC. Entretanto, para a versão do Wii será no modo offline. Nesse modo o jogador é um policial que estará tentando deter os foras-da-lei na estrada. Feito especialmente para multi-jogadores.
- Criminal Scramble

Neste modo, o jogador assume o papel de policial e persegue os bandidos. O mesmo terá ajuda de outras viaturas e até mesmo de um helicóptero. Este modo estará disponível na versão para PS2.
- Chase Down (Apenas para o Playstation Portable)

É semelhante ao "Criminal Scramble", e desenvolvido apenas para o PSP.
- Cost to State (Custo para o Estado)

O jogador deve causar o maior número possível de danos para o Estado, derrubando postes, destruindo casas, árvores, outros carros, etc, e em seguida fugir da polícia.
- Outrun

É um modo semelhante ao do Need for Speed Underground 2 em que você tem que se distanciar do seu oponente ou estar na frente dele quando o tempo acabar.

## Carros
| - PlayStation 3 / Xbox 360 / PC - 2006 Aston Martin DB9 - 2008 Audi R8 (Exclusivo nesses sistemas) - 2006 Audi RS 4 (Exclusivo) - 2009 Audi S5 (Exclusivo) - 2007 Audi TT 3.2 quattro (Exclusivo) - 2003 BMW M3 (E46) (Exclusivo) - 2008 BMW M3 (E92) (Exclusivo) - 2008 BMW M6 (E63) (Exclusivo) - 2006 BMW Z4 M Coupe (Collector's Edition DLC; Exclusivo) - 2006 Bugatti Veyron 16.4 (Exclusivo) - 2006 Cadillac CTS-V (Exclusivo) - 1967 Chevrolet Camaro SS 396 - 2008 Chevrolet Camaro Concept - 1970 Chevrolet Chevelle SS 454 - 1967 Chevrolet Corvette Stingray (C2) (Exclusivo) - 2006 Chevrolet Corvette Z06 (C6) - 1971 Dodge Challenger - 2006 Dodge Challenger Concept (Collector's Edition DLC) - 1969 Dodge Charger R/T 440 - 2007 Dodge Charger SRT8 Super Bee (Exclusivo) - 2006 Dodge Viper SRT-10 (w/'08 hood) - 1996 Ford Escort RS Cosworth (Exclusivo) - 2006 Ford Focus ST (Exclusivo) - 2006 Ford GT - 2006 Ford Mustang GT - 2006 Koenigsegg CCX (Collector's Edition DLC) - 2009 Lamborghini Gallardo LP560-4 (Exclusivo) - 2006 Lamborghini Murcielago LP640 - 2008 Lexus IS-F (Exclusivo) - 2006 Lotus Elise - 1995 Mazda RX-7 - 2006 Mazda RX-8 - 2006 Mazdaspeed 3 - 1994 McLaren F1 (Exclusivo) - 2008 Mercedes CLS 63 AMG (Exclusivo) - 2004 Mercedes SL 65 AMG (R230) (Collector's Edition DLC) - 2007 Mercedes SLR McLaren 722 Edition (Exclusivo) - 2006 Mitsubishi Lancer Evolution IX MR - 2008 Mitsubishi Lancer Evolution X (Exclusivo) - 1989 Nissan 240SX (S13) - 2009 Nissan 370Z (Z34) - 2007 Nissan GT-R (R35) (Exclusivo) - 2000 Nissan Silvia (S15) (Exclusivo) - 1999 Nissan Skyline GT-R V-spec (R34) - 2006 Pagani Zonda F - 1970 Plymouth Barracuda Hemi 440 - 1965 Pontiac GTO (Exclusivo) - 2006 Pontiac Solstice GXP (Exclusivo) - 2008 Porsche 911 GT2 (997) - 2006 Porsche 911 GT3 RS (997) (Exclusivo) - 2006 Porsche 911 Turbo(997) - 2005 Porsche Carrera GT - 2007 Porsche Cayman S (Collector's Edition DLC) - 2008 Renault Megane Coupe (Exclusivo) - 1967 Shelby Mustang GT500 - 2008 Shelby Mustang GT500KR (Exclusivo) - 2008 Shelby Mustang V6 Terlingua (cheat: NeedForSpeedShelbyTerlingua) - 1998 Toyota Supra Twin Turbo (Mk4) - 2006 Volkswagen Golf R32 (Mk V) - 2008 Volkswagen Scirocco (Exclusivo) Carros cortados da versão final Vários arquivos do jogo indicam que alguns veículos jogáveis foram associados, lançados ou em um ponto licenciados para uso no jogo final: - 1987 Buick Regal GNX - 2005 Chrysler 300C SRT8 - 2007 Lamborghini Gallardo Superleggera - 2005 Nissan 350Z (Z33) - 2006 Subaru Impreza WRX STI - Referências podem ser encontradas para o Lamborghini Reventón, incluindo entradas em outros arquivos destacando peças de desempenho disponíveis e sua implementação em algum momento durante o desenvolvimento. - As texturas do logotipo, juntamente com alguns arquivos relacionados podem ser encontradas nos arquivos do jogo para o Saleen S7 e um único logotipo para a marca de carros Lincoln. - Uma câmera de capô não utilizada pode ser encontrada para o Aston Martin DBS. | - PlayStation 2 / Wii: - 2006 Aston Martin DB9 - 1967 Chevrolet Camaro SS 396 - 2008 Chevrolet Camaro Concept - 2006 Chevrolet Corvette Z06 (C6) - 2005 Chrysler 300C SRT8 - 1971 Dodge Challenger - 2006 Dodge Challenger Concept - 1969 Dodge Charger R/T 440 - 2005 Dodge Charger SRT8 (Exclusivo) - 2006 Dodge Viper SRT-10 - 2006 Ford GT - 2006 Ford Mustang GT - 2006 Infiniti G35 (Exclusivo) - 2006 Koenigsegg CCX - 2004 Lamborghini Gallardo (standard model) (Exclusivo) - 2006 Lamborghini Murcielago LP640 - 2006 Lotus Elise - 1995 Mazda RX-7 - 2006 Mazda RX-8 - 2006 Mazdaspeed 3 - 2004 Mercedes CLK 500 (W209) (Exclusivo) - 2004 Mercedes SL 65 AMG (R230) - 2006 Mercedes SLR McLaren (standard model) (Exclusivo) - 2006 Mitsubishi Eclipse (4G) (Exclusivo) - 2006 Mitsubishi Lancer Evolution IX MR - 1989 Nissan 240SX (S13) - 2006 Nissan 350Z (Z33) (Exclusivo) - 2009 Nissan 370Z (Z34) (Multiplayer) - 1999 Nissan Skyline GT-R V-spec (R34) - 2006 Pagani Zonda F - 1970 Plymouth Barracuda Hemi 440 - 2008 Porsche 911 GT2 (997) - 2006 Porsche 911 Turbo (997) - 2005 Porsche Carrera GT - 2007 Porsche Cayman S - 2004 Renault Clio V6 (Mk II) (Exclusivo) - 1967 Shelby GT500 - 1998 Toyota Supra (Mk4) - 2006 Volkswagen Golf R32 (Mk V) Carros cortados da versão final Mesmo que o Nissan 370Z não esteja disponível para o single player, o veículo tem um preço de $ 49.000 e ocasionalmente aparece como um adversário da IA. Vários arquivos do jogo indicam que alguns veículos jogáveis foram associados, lançados ou em um ponto licenciados para uso no jogo final: - 2005 Audi A4 3.2 FSI quattro - 2005 Volkswagen Golf GTI - 2004 Porsche 911 Carrera S (997) |

## Trilha Sonora
1. Airbourne - Girls in Black
2. Amon Tobin - Mighty Micro People
3. Asian Dub Foundation - Burning Fence
4. Bonobo - Scuba ( Amon Tobin Mix )
5. Circlesquare - Fight sounds part 1
6. Floor Thirteen - Blame it on me
7. From First To Last - I Once Was Lost, But Now Am Found
8. Hybrid Feat. Charlotte James - The Formula of Fear (Hybrid´s Echoplex Mix)
9. Innerpartysystem - This Empty Love
10. Justice - Genesis
11. Kinky - Mexican radio
12. Ladytron - Ghosts
13. Mindless Self Indulgence - Never Wanted to Dance (Electro Hurtz Mix)
14. Nine Inch Nails - The Mark Has Been Made
15. Nine Inch Nails - The Warning
16. Ojos de Brujo - Piedras Contra Tanques
17. Pendulum - 9,000 Miles
18. Pendulum - Granite
19. Pendulum - The Tempest
20. Puscifer - Indigo Children (JLE Dub Mix)
21. Puscifer - Momma Sed (Tandimonium Mix)
22. Qba Libre & M1 - God Damn
23. Recoil - Shunt
24. Recoil - Vertigen
25. Recoil - Want
26. Splitting Adam - On My Own
27. Supergrass - Bad Blood
28. The Fashion - Like Knives
29. The Pinker Tones - Electrotumbao
30. The Prodigy - First Warning
31. The Qemists - Stompbox (Spor Remix)
32. The Whip - Fire
33. Tricky - Coalition
34. Tyga - Diamond Life (Feat. Patty Crash)